# Teddy Killerz
Teddy Killerz jsou rusko-ukrajinská drum’n’bassová hudební skupina složená z Grigory Cherekaev, Antona Maševského a Olega Cholovskii. Vystupují také pod přezdívkami Garud, Place 2b a Paimon.
Teddy Killerz je známý díky výrobě různých stylů elektronické hudby od drum’n’bassu, dubstepu až po breakbeatu. První album s názvem "Nightmare Street" vyšlo 5. června 2017.

## Diskografie

### Alba
| Název            | Vydavatelství | Rok  |
| ---------------- | ------------- | ---- |
| Nightmare Street | RAM Records   | 2017 |

### Singly
- 2012 "Scary" / "Earth Shaker" (with Nphonix)

- 2012 "New Drums" / "Double Thinking"
- 2012 "The Exorcist EP"
- 2013 "Violence EP
- 2013 "Teddy Massacre EP"
- 2013 "Toys Riot EP"
- 2014 "New Year Gifts"
- 2014 "Big Blow EP"
- 2014 "Z / Shake"
- 2014 "Machine Room Level One"
- 2014 "Machine Room Level Two"
- 2014 "Machine Room Level Three"
- 2014 "Demolisher"
- 2014 "Blend LP Part 1" (with Optiv & BTK)
- 2015 "Teddynator / Endlessly"
- 2015 "Hyperspeed EP"
- 2016 "Rock 'N' Roll / Wildlife" (with June Miller)
- 2016 "Killer Squad EP"
- 2017 "Teddy's Song"
- 2017 "Monkey Kingdom"
- 2017 "New Jam"
- 2018 "Back To Violence"
- 2018 "Smooth" (with Synergy)
- 2018 "Hellblade EP"
- 2018 "Uppercut" (with Annix)
- 2019 "Miles High" (with Gydra)
- 2019 "War On Silence" (with Crissy Criss)
- 2019 "Assassins"
- 2019 "Vibe EP"
- 2020 "Negative Thoughts EP"